# Hermodice
Hermodice Kinberg, 1857 è un genere di vermi marini della famiglia Amphinomidae.

## Tassonomia
Comprende le seguenti specie:
- Hermodice carunculata (Pallas, 1766)
- Hermodice picta Kinberg, 1857
- Hermodice sanguinea (Schmarda, 1861)
- Hermodice savignyi (Brulle, 1832)
- Hermodice smaragdina (Schmarda, 1861)